# Tajemnica telekomunikacyjna
Tajemnica telekomunikacyjna służy ochronie danych związanych ze świadczeniem usług telekomunikacyjnych. Zgodnie z prawem telekomunikacyjnym, chronione są informacje przesyłane w sieciach telekomunikacyjnych, które dotyczą użytkownika jak również treści komunikatów.
Tajemnica telekomunikacyjna wykracza poza zakres ochrony danych osobowych, dotyczące praktycznie każdego zachowania użytkownika związanego z korzystaniem usług telekomunikacyjnych. Treścią tajemnicy jest zakaz zapoznawania się, utrwalania, przechowywania, przekazywania lub innego wykorzystywania treści lub danych objętych tajemnicą telekomunikacyjną przez osoby inne niż  nadawca i odbiorca komunikatu, chyba że:
- będzie to przedmiotem usługi lub będzie to niezbędne do jej wykonania,
- nastąpi za zgodą nadawcy lub odbiorcy, których dane dotyczą,
- będzie to konieczne z innych powodów przewidzianych ustawą lub odrębnymi przepisami.

Naruszeniem tajemnicy telekomunikacyjnej jest także ujawnianie lub przetwarzanie treści albo danych objętych tajemnicą telekomunikacyjną. 
Do zachowania tajemnicy telekomunikacyjnej zobowiązany jest przede wszystkim podmiot uczestniczący w wykonywaniu działalności w sieciach publicznych oraz podmioty z nim współpracujące. Są to głównie przedsiębiorcy telekomunikacyjni (operatorzy), jak również podmioty, które są odpowiedzialne za utrzymanie sieci. Obowiązek zachowania tajemnicy telekomunikacyjnej spoczywa na osobie, która korzystając z urządzenia radiowego lub końcowego, zapoznała się z komunikatem dla niej nie przeznaczonym (art. 160 ust. 3 pr. tel). Nie możemy więc ujawniać ani przechowywać treści komunikatów, które dotarły do nas przez pomyłkę.

## Ustawa
- Ustawa  została uchwalona 16 lipca 2004 roku, weszła w życie i obowiązuje od 3 września 2004 roku.

Tajemnica telekomunikacyjna została uregulowana w dziale VII ustawy.